# Демидов, Евгений Михайлович
Евгений Михайлович Демидов (7 марта 1864 — ?) — генерал-майор Российской императорской армии; участник Русско-японской и Первой мировой войн, кавалер ордена Святого Георгия 4-й степени и Георгиевского оружия. После Октябрьской революции остался на территории России, где в 1931 году был репрессирован по делу «Весна».

## Биография
По вероисповеданию был православным. Окончил кадетский корпус.
29 августа 1883 года вступил на службу в Российскую императорскую армию. В 1885 году окончил Павловское военное училище, из которой был выпущен в 119-й пехотный Коломенский полк. 14 августа 1884 года получил старшинство в чине подпоручика, 14 августа 1888 года получил старшинство в чине поручика, 15 марта 1894 года получил старшинство в чине штабс-капитана. Затем окончил Офицерскую стрелковую школу, с оценкой «успешно». В течение восьми лет и 11 месяцев командовал ротой. 6 мая 1900 года получил старшинство в чине капитана.
Принимал участие в русско-японской войне. В 1905 году «за боевые отличия» был произведён в подполковники, со старшинством с 28 сентября 1904 года. По состоянию на 15 мая 1913 года служил в 147-м пехотном Самарском полку. Принимал участие в Первой мировой войне. По состоянию на 4 апреля 1915 года служил в 6-м Финляндском стрелковом полку. 4 апреля 1915 года «за отличия в делах» был проведён в полковники, со старшинством с 18 сентября 1914 года. По состоянию на сентябрь 1915 года служил в том же чине и полку. 30 марта 1916 года был назначен командиром 5-го Финляндского стрелкового полка. По состоянию на 1 августа 1916 года служил в том же чине и должности. 15 апреля 1917 года был произведён в генерал-майора. По состоянию на 4 августа 1917 года был командующим 2-й Финляндской стрелковой дивизией.
После Октябрьской революции оставался в России. Жил в Ленинграде, где получил пенсию. В 1931 году был репрессирован по делу «Весна».

## Награды
Евгений Михайлович Демидов был пожалован следующими наградами:
- Орден Святого Георгия 4-й степени (1 сентября 1915) — «за то, что временно командуя с 14-го по  21-е мая 1915 года полком, при атаке   укрепленных позиций противника у дд. Подберез и Хузеиув, с удивительным мужеством, твердостью и непоколебимой волей  провел наступление до конца. В самые трудные минуты боя, при переправе рот через р. Свику, по-горло в воде, Полковник Демидов под огнем артиллерии, в сфере ближнего огня пулеметов и ружей, спокойно руководил переправой частей и направлял их для атаки. Результатом безпримерных атак под начальством Полковника Демидова было полное поражение противника, потерявшего пленными 71-го офицера и 2962 нижних чина, 9 пулеметов, полковую канцелярию и массу вооружения, снаряжения, лошадей и повозок»;
- Георгиевское оружие (15 ноября 1916);
- Орден Святого Владимира 3-й степени с мечами (13 октября 1915);
- Орден Святого Владимира 4-й степени с мечами и бантом (1905);
- Орден Святой Анны 2-й степени (1907); мечи к ордену (2 мая 1916);
- Орден Святой Анны 3-й степени (дата награждения орденом неизвестна); мечи и бант к ордену (21 июля 1916);
- Орден Святого Станислава 2-й степени с мечами (1904).